# Хёфрёшен
Хёфрёшен (нем. Höhfröschen) — община в Германии, в земле Рейнланд-Пфальц. 
Входит в состав района Юго-западный Пфальц. Подчиняется управлению Талайшвайлер-Фрёшен.  Население составляет 890 человек (на 31 декабря 2010 года). Занимает площадь 4,17 км².